# Phasia fuscipes
Phasia fuscipes är en tvåvingeart som beskrevs av Robineau-desvoidy 1863. Phasia fuscipes ingår i släktet Phasia och familjen parasitflugor.
Artens utbredningsområde är Frankrike. Inga underarter finns listade i Catalogue of Life.